# Верн Флемінґ
Верн Флемінґ (англ. Vern Fleming, 4 лютого 1962) — американський баскетболіст.
Олімпійський чемпіон 1984 року.